# Strażnik czasu (serial telewizyjny)
Strażnik czasu (ang. Timecop, 1997–1998) – amerykański serial science fiction w reżyserii Petera Hyamsa, Allana Arkusha i Jima Charlestona. Bazowany na filmie Strażnik czasu z 1994 roku. Serial powstał na podstawie komiksu z serii Dark Horse Comics.
Światowa premiera serialu miała miejsce 22 września 1997 roku na kanale ABC. Ostatni odcinek został wyemitowany 18 lipca 1998 roku. W Polsce serial nadawany był dawniej w telewizji TVN.

## Obsada
- Ted King jako Jack Logan[4]
- Don Stark jako Eugene Matuzek[4]
- Kurt Fuller jako Dale Easter[4]
- Cristi Conaway jako Claire Hemmings[4]

## Spis odcinków
| N/o            | Tytuł angielski              |
| -------------- | ---------------------------- |
|                |                              |
| SERIA PIERWSZA |                              |
|                |                              |
| 01             | A Rip in Time                |
|                |                              |
| 02             | The Heist                    |
|                |                              |
| 03             | Stalker                      |
|                |                              |
| 04             | Public Enemy                 |
|                |                              |
| 05             | Rocket Science               |
|                |                              |
| 06             | Alternate World              |
|                |                              |
| 07             | Lost Voyage                  |
|                |                              |
| 08             | D.O.A.                       |
|                |                              |
| 09             | The Future, Jack, the Future |
|                |                              |